# Sozialgebäude und Badehaus Mainstraße 169 in Offenbach

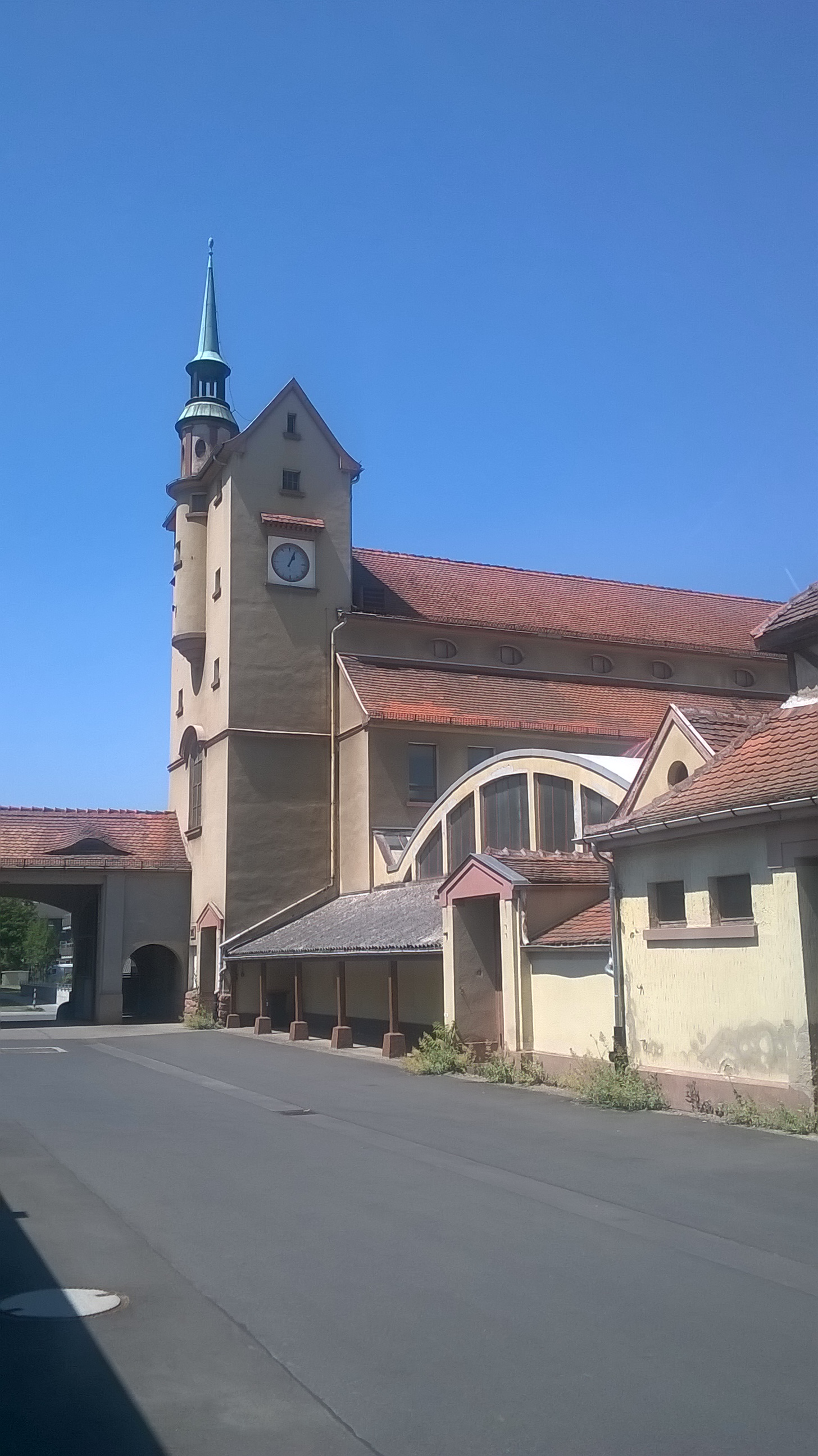
Sozialgebäude und Badehaus Mainstraße 169, Ansicht von der Hofseite

Das Sozialgebäude und Badehaus Mainstraße 169 des ehemaligen Teerfarbenwerks Oehler im späteren Industriepark Clariant in Offenbach am Main ist aufgrund des Hessischen Denkmalschutzgesetzes ein Einzelkulturdenkmal und steht als solches in der Liste der Kulturdenkmäler in Offenbach am Main. Das Gebäude wurde 1908–1910 nach Entwurf des damals in Berlin tätigen Schweizer Architekten Hans Bernoulli errichtet.

## Geografische Lage
Die Anschrift, unter der das ehemalige Sozialgebäude und Badehaus des Teerfarbenwerks Oehler geführt wird (Mainstraße 169), ist die alte Unternehmensanschrift und stimmt mit seiner tatsächlichen Lage nicht überein. Es steht an der Ecke Friedhofstraße / Mühlheimer Straße.

## Geschichte
Karl Gottlieb Reinhard Oehler gründete in Offenbach 1842 das Teerfarbenwerk Oehler. 1905 wurde das Werk von den Inhabern für zwei Millionen Mark an die Chemische Fabrik Griesheim-Elektron verkauft. Später gehörte sie zu den Farbwerken Hoechst. 1997 verkaufte Hoechst den Geschäftsbereich, zu dem auch das Werk in Offenbach gehörte, an die Clariant. 2001 verkaufte Clariant das Werk, das unter dem Namen AllessaChemie bis Ende 2009 weiter geführt und dann vollständig aufgegeben wurde.
Eduard Oehler, Sohn des Unternehmensgründers, führte viele, damals vorbildliche Sozialeinrichtungen in seinem Werk ein. Neben einer Betriebskrankenkasse und der Kantine gehörten dazu auch Dusch- und Baderäume. Das Gebäude wurde lange Zeit in seinem ursprünglichen Sinne genutzt. Erst 1975, als ein neues Sozialgebäude in Betrieb ging, wurde es teilweise umgenutzt.

## Das Gebäude

### Erscheinungsbild

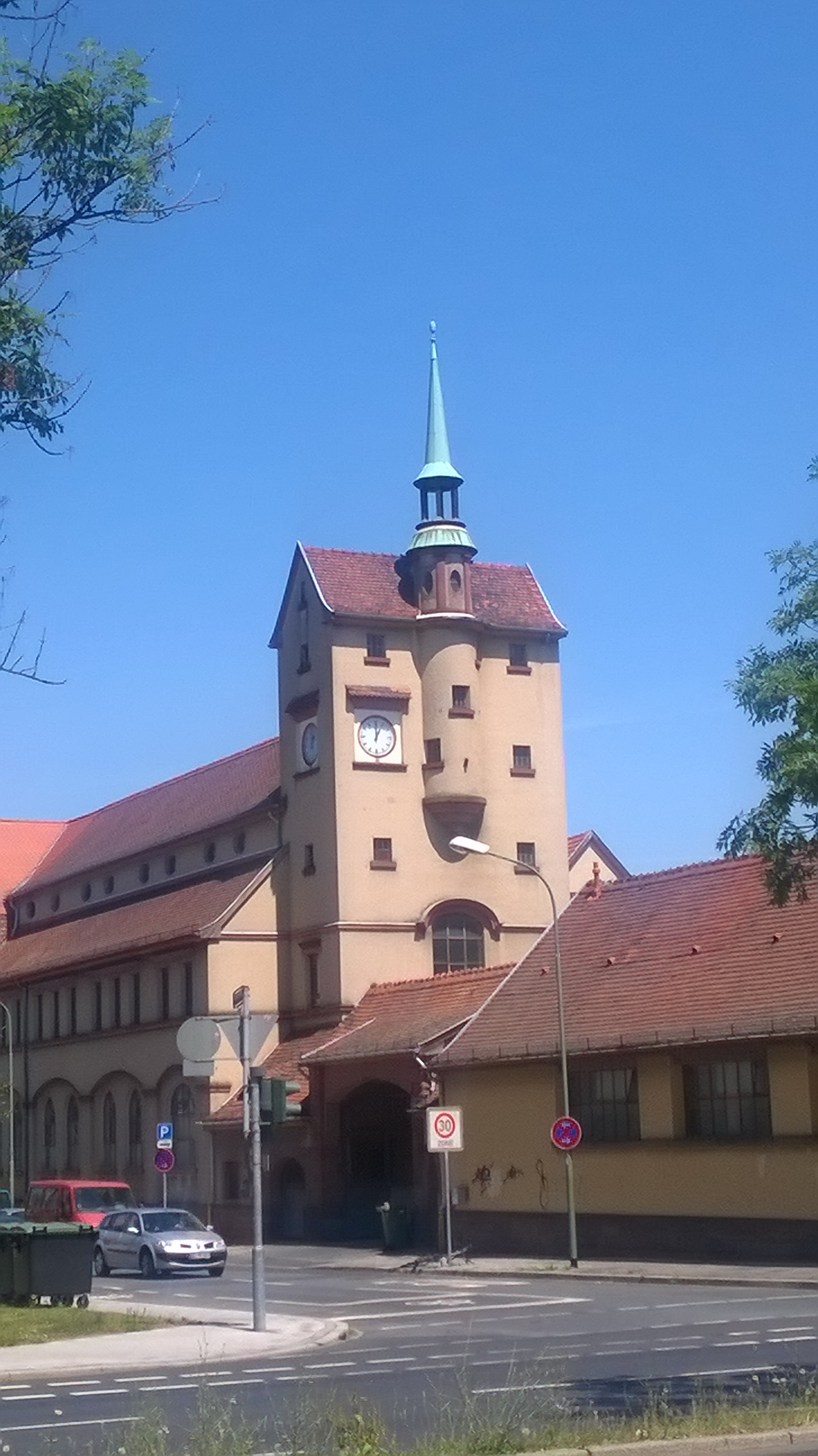
Straßenansicht

Das Hauptgebäude war ursprünglich wesentlich länger geplant. Was heute zu sehen ist, ist der erste und einzig ausgeführte Bauabschnitt. Der große Zwerchhausgiebel, der heute den nördlichen Endpunkt des Baukörpers bildet, wäre bei voller Ausführung des Gebäudes der Mittelpunkt der Fassade geworden – es steht also nur der Südflügel.
Das Gebäude steht auf einem rustizierten Sandsteinsockel und ist verputzt. Das äußere Erscheinungsbild bestimmt darüber hinaus eine Sandsteingliederung der Fassade, im Erdgeschoss durch Blendarkaden mit Segmentbogen. Sie fassen Fensterpaare mit rundem Abschluss ein. Über dem darüber verlaufenden, durchgehenden, profilierten Gesims sind die Fenster rechteckig. Das Dach ist mit Biberschwänzen gedeckt und wird von einem mansardartigen Dachgeschoss unterbrochen, das durch ovale Fenster belichtet wird.

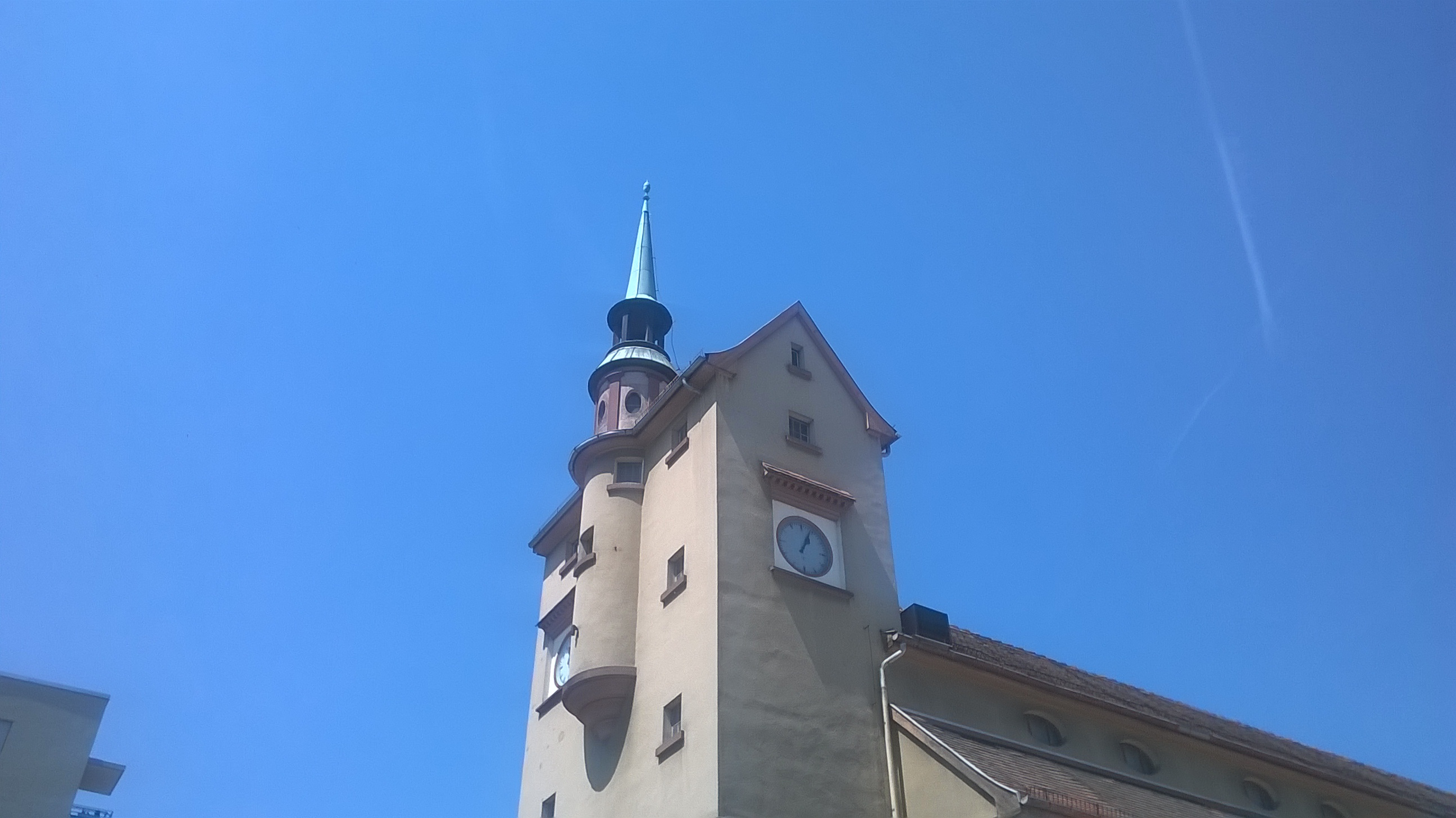
Der Turm

Städtebaulich besonders bedeutend ist der als Turm gestaltete Südabschluss des Hauptgebäudes. Er ist quer gestellt, viereckig, mit längs-rechteckigem Grundriss und giebelständigem Dach. Die Fenster des oberen Teils sind klein und erwecken den Eindruck von Schießscharten. Ein als Erker ausgebildetes Rundtürmchen mit Spitzhelm ziert den Turm, ein Zitat aus der mittelalterlichen Sakralarchitektur oder aus dem Burgenbau. An drei Seiten sind Uhren angebracht.
Südlich schließt sich das Eingangsportal an, das folgend wiederum von einem kleineren, eingeschossigen Bau mit einfachem Satteldach flankiert wird, der bis an die Mühlheimer Straße reicht.

### Nutzung
Im Erdgeschoss befanden sich die Baderäume für die Arbeiter, die Küche für die Kantine und deren Speisesäle. Die Beamtenbäder schlossen sich östlich in einem separaten Bau mit Glaskuppeldach an.
Seit der Betriebsaufgabe Ende 2009 ist das Gebäude ungenutzt. Die Stadt Offenbach plant, auf dem ehemaligen Industriegelände ein Gewerbegebiet zu errichten. Dabei soll auch das unter Denkmalschutz stehende Sozialgebäude und Badehaus wieder eine sinnvolle Nutzung erhalten.

### Denkmaleigenschaft
Der Gebäuderiegel ist ein wichtiges Zeugnis der Offenbacher Industriegeschichte. Seine Denkmaleigenschaft leitet sich aus einer hohen sozialgeschichtlichen, baukünstlerischen und städtebaulichen Bedeutung ab.